# IC 857
IC 857 је спирална галаксија у сазвјежђу Береникина коса која се налази на листи објеката дубоког неба у Индекс каталогу.
Деклинација објекта је + 17° 4' 33" а ректасцензија 13h 13m 50,1s. Привидна величина (магнитуда) објекта IC 857 износи 13,9 а фотографска магнитуда 14,7. IC 857 је још познат и под ознакама UGC 8310, MCG 3-34-6, CGCG 101-10, IRAS 13113+1720, PGC 45983.